# Ngô Hiểu Quân
Ngô Hiểu Quân (tiếng Trung giản thể: 吴晓军, bính âm Hán ngữ: Wú Xiǎo Jūn, sinh tháng 1 năm 1966, người Hán) là chính trị gia nước Cộng hòa Nhân dân Trung Hoa. Ông là Ủy viên Ủy ban Trung ương Đảng Cộng sản Trung Quốc khóa XX, hiện là Phó Bí thư Tỉnh ủy, Bí thư Đảng tổ, Tỉnh trưởng Chính phủ Nhân dân tỉnh Thanh Hải. Ông nguyên là Phó Bí thư chuyên chức Tỉnh ủy Thanh Hải; Thường vụ Tỉnh ủy Giang Tây, Bí thư Thành ủy thành phố Nam Xương; Phó Tỉnh trưởng Giang Tây.
Ngô Hiểu Quân là Đảng viên Đảng Cộng sản Trung Quốc, học vị Cử nhân Kinh tế chính trị học, Tiến sĩ Kinh tế học. Ông có sự nghiệp phần lớn ở quê nhà Giang Tây trước khi được điều chuyển lãnh đạo địa phương khác của Trung Quốc.

## Xuất thân và giáo dục
Ngô Hiểu Quân sinh tháng 1 năm 1966 tại huyện Thái Hòa, địa cấp thị Cát An, tỉnh Giang Tây, Cộng hòa Nhân dân Trung Hoa. Tháng 9 năm 1984, ông trúng tuyển và nhập học Khoa Kinh tế, Đại học Giang Tây (nay là Đại học Nam Xương), tốt nghiệp Cử nhân chuyên ngành Kinh tế chính trị học vào tháng 7 năm 1988. Trong quá trình học, ông được kết nạp Đảng Cộng sản Trung Quốc vào tháng 5 năm 1986. Từ tháng 9 năm 2001, ông là nghiên cứu sinh sau đại học tại Học viện Quản lý Công Thương, Đại học Kinh tế và Tài chính Giang Tây, bảo vệ thành công luận án tiến sĩ đề tài "Kiến thiết khu công nghiệp và cụm công nghiệp: Nghiên cứu về định hướng công nghiệp hóa ở khu vực kém phát triển" (产业集群与工业园区建设——欠发达地区加快工业化进程路径研究), trở thành Tiến sĩ Kinh tế học vào tháng 7 năm 2004.

## Sự nghiệp

### Giang Tây
Tháng 7 năm 1988, sau khi tốt nghiệp đại học, Ngô Hiểu Quân bắt đầu sự nghiệp ở quê hương Giang Tây của mình, được nhận vào làm chuyên viên của Trung tâm Thông tin kinh tế tỉnh Giang Tây. Giai đoạn từ tháng 12 năm 1990 đến tháng 10 năm 1992, ông được trung tâm biệt phái tới Ủy ban Kế hoạch tỉnh để công tác hỗ trợ. Từ tháng 10 năm 1992, ông là chuyên viên cấp chính khoa ở Ủy ban Kế hoạch, rồi chuyển sang làm chuyên viên Phòng Tổng hợp, Sảnh Văn phòng Chính phủ Giang Tây, được phân công làm thư ký cấp phó phòng từ tháng 1 năm 1996. Tháng 3 năm 1998, ông là Điều tra và Nghiên cứu viên tại Sảnh Văn phòng, được thăng chức làm Phó Chủ nhiệm Sảnh Văn phòng vào tháng 5 năm 2003. Ở giai đoạn này, ông vừa công tác, vừa tham gia nghiên cứu sau đại học về vấn đề công nghiệp hóa Giang Tây, đề xuất các giải pháp hướng tới xúc tiến đầu tư và quy hoạch, tái cấu trúc và cấu trúc mới khu công nghiệp, cụm công nghiệp cho tỉnh Giang Tây.
Tháng 8 năm 2006, Ngô Hiểu Quân được điều tới Ưng Đàm, vào Ban Thường vụ Địa ủy, Phó Thị trưởng Chính phủ Nhân dân địa cấp thị Ưng Đàm. Tháng 6 năm 2010, ông được bổ nhiệm làm Phó Chủ nhiệm Ủy ban Cải cách và Phát triển tỉnh Giang Tây, điều sang làm Chủ nhiệm Ủy ban Công nghiệp và Công nghệ thông tin tỉnh từ tháng 4 năm 2013 rồi trở lại là Chủ nhiệm Ủy ban Cải Phát từ tháng 10 năm 2014. Tháng 3 năm 2017, ông được Nhân Đại Giang Tây bầu, Tổng lý Lý Khắc Cường bổ nhiệm làm Phó Tỉnh trưởng Giang Tây, được bầu vào Ban Thường vụ Tỉnh ủy Giang Tây từ tháng 9 năm 2019. Ngày 30 tháng 3 năm 2020, ông được điều vào Ban Thường vụ Thành ủy, nhậm chức Bí thư Thành ủy Nam Xương, thủ phủ tỉnh Giang Tây. Tính đến 2021, ông đã có gần 35 năm, phần lớn sự nghiệp của mình công tác ở quê nhà Giang Tây.

### Thanh Hải
Tháng 4 năm 2021, sau gần 35 năm ở Giang Tây, Ngô Hiểu Quân bắt đầu giai đoạn mới của sự nghiệp khi được Ban Bí thư Ủy ban Trung ương Đảng Cộng sản Trung Quốc điều động tới tỉnh Thanh Hải, vào Ban Thường vụ Tỉnh ủy, nhậm chức Phó Bí thư chuyên chức Tỉnh ủy Thanh Hải. Ngày 30 tháng 3 năm 2021, ông được phân công làm Bí thư Đảng tổ Chính phủ tỉnh, được giới thiệu và được Ủy ban Thường vụ Nhân Đại Thanh Hải bầu làm Quyền Tỉnh trưởng Thanh Hải tại kỳ họp thứ 31 của Nhân Đại Thanh Hải khóa XIII vào ngày 31 tháng 3. Ông kế nhiệm Tín Trường Tinh và phối hợp lãnh đạo tỉnh Thanh Hải cùng Bí thư Tỉnh ủy Tín Trường Tinh. Cuối năm 2022, ông tham gia Đại hội Đảng Cộng sản Trung Quốc lần thứ XX từ đoàn đại biểu Thanh Hải. Trong quá trình bầu cử tại đại hội, ông được bầu là Ủy viên Ủy ban Trung ương Đảng Cộng sản Trung Quốc khóa XX.